# 钟鸣镇 (彝良县)
钟鸣镇，是中华人民共和国云南省昭通市彝良县下辖的一个乡镇级行政单位。
2012年8月30日，云南省人民政府批复同意撤销钟鸣乡，设立钟鸣镇。

## 行政区划
钟鸣镇下辖以下地区：
钟鸣村、木龙村、庙林村、扯炉村、山河村和麻窝村。